# Hélio Costa
Hélio Calixto da Costa GCRB • GCMD • GOMM (Barbacena, 17 de agosto de 1939) é um jornalista e político brasileiro filiado ao Partido Social Democrático (PSD). Foi ministro das Comunicações durante o governo Lula, senador (2003-2005; 2010-2011) e deputado federal (1987-1990; 1999-2002).

## Carreira

### Comunicação
Iniciou sua carreira como radialista em Barbacena, logo mudando-se para Belo Horizonte, onde trabalhou na Rádio Itatiaia. Posteriormente foi repórter dos jornais Estado de Minas e Diário da Tarde e apresentador da TV Itacolomi, então afiliada da Rede Tupi. 
Depois mudou-se para Washington, D.C. para trabalhar na rádio internacional Voz da América. Lá, foi convidado para implantar a sucursal internacional da Rede Globo nos Estados Unidos. Como repórter internacional esteve em 73 países e cobriu os conflitos em El Salvador, Nicarágua e no Oriente Médio, fazendo reportagens especiais para programas como o Fantástico.

### Política
Em 1986 volta ao Brasil e se candidata a deputado federal pelo estado de Minas Gerais e com apenas três meses de campanha é eleito para a Assembleia Nacional Constituinte de 1987, sendo um dos quatro mais votados com mais de 115 mil votos nas eleições estaduais. Recebeu nota dez do Departamento Intersindical de Assessoria Parlamentar (DIAP) que o considerou um dos mais atuantes da bancada mineira.
Durante as eleições de 1990, ao mesmo tempo que apresentava a primeira versão do Linha Direta, na Globo, candidatou-se a governador de Minas Gerais, perdendo por 158 mil votos, no segundo turno, para Hélio Garcia.
Candidatou-se novamente nas eleições de 1994, ficando em primeiro lugar no primeiro turno com 48,8% dos votos, mas sendo derrotado por Eduardo Azeredo no segundo turno.
Voltou a ser eleito deputado federal em 1998 pelo Partido da Frente Liberal (PFL) com votos de quase todos os 853 municípios. Nessa legislatura, foi vice-líder do Partido do Movimento Democrático Brasileiro (PMDB) na Câmara de 26 de fevereiro de 1999 a 7 de fevereiro de 2001, coordenador da bancada do PMDB mineiro e, em 2001, presidente da Comissão de Relações Exteriores e de Defesa Nacional, que acabou com a Lei de Segurança Nacional, implementada durante a ditadura militar brasileira. Atuou como grande aliado da candidatura de Itamar Franco ao governo de Minas Gerais e integrou o grupo itamarista na Câmara.
Em 2002 candidatou-se ao Senado, elegendo-se novamente, com mais de 3,5 milhões de votos. Em março de 2003, foi eleito vice-líder do PMDB no Senado e em maio de 2003, vice-líder do Governo. Em março de 2005, como senador por Minas Gerais, foi admitido pelo presidente Luiz Inácio Lula da Silva à Ordem do Mérito Militar no grau de Grande-Oficial especial.
Em julho de 2005, em meio à crise que atingia o governo Lula, foi nomeado ministro de Estado das Comunicações. Seu suplente no Senado era Wellington Salgado (PMDB/MG), que assumiu a cadeira. Hélio retornou ao senado em 31 de março de 2010, quando deixou a pasta das comunicações e, logo em seguida, passou a dedicar-se à disputa ao cargo de governador do estado de Minas Gerais, pelo PMDB, tendo como vice o também ex-ministro Patrus Ananias.
É derrotado novamente, dessa vez pelo candidato do Partido da Social Democracia Brasileira (PSDB) à sucessão de Aécio, Antonio Anastasia, que conseguiu 62,72% (6 275 520 votos) dos votos válidos, contra os 34,18% (3 419 622 votos) de Hélio Costa.

### Ministério das Comunicações
Coordenou o projeto do Sistema Brasileiro de TV Digital (SBTVD), envolvendo cem instituições de ensino público e privado e mais de mil profissionais, entre técnicos, cientistas e professores.
Ampliou o programa de inclusão digital Governo Eletrônico – Serviço de Atendimento ao Cidadão (GESAC) com mais de 3 mil pontos com internet em banda larga distribuídos em 1 990 municípios, sendo o maior projeto de inclusão digital da América Latina da época. A meta era atingir todos os 5 506 municípios do Brasil.
Apresentou o projeto do Telefone Social (atual Telefone Popular), para consumidores com renda de até três salários mínimos, que reduz pela metade a assinatura básica, com 120 minutos de franquia mensal e descontos em certos horários. A proposta ganhou apoio no governo e o presidente Lula enviou o projeto ao Congresso Nacional em regime de urgência.
Entre 2005 e 2006, foi duas vezes condecorado pelo presidente Lula, com as honrarias máximas da Ordem de Rio Branco e da Ordem do Mérito da Defesa, a Grã-Cruz suplementar, pelos seus méritos como Ministro das Comunicações.

## Vida pessoal
É filho de José Calixto da Costa e Renata Fiorino da Costa. Tem seis filhos, sendo quatro do primeiro casamento e dois com a atual esposa, Ana Catarina Figueiredo Xavier Costa.

## Homenagens
- Medalha de Ouro (Associação Mundial de Imprensa - AMI/1992)
- Medalha de Honra da Inconfidência (Governo Estadual de Minas Gerais/1993)
- Medalha de Honra da Inconfidência no grau de Grande Medalha (Governo Estadual de Minas Gerais/abril de 2001)
- Ordem de Rio Branco nos graus de Grande-Oficial (FHC, 2001) e posteriormente Grã-Cruz (Lula, 2006)[2]
- Ordem do Mérito Naval no grau de Grande-Oficial (Marinha do Brasil/junho de 2003)
- Ordem do Mérito da Defesa no grau de Grã-Cruz (Lula, 2005)
- Cadeira nº 34 da Academia Barbacenense de Letras[14]

## Obras publicadas
- A Obra Poética de Murilo Mendes[14]
- Política e Coragem, 1988[14]
- Atuação Parlamentar, 1999[14]
- Ação Parlamentar, 2002[14]
- Lembranças de um Tempo Fantástico, 2010